# Euphorbia samburuensis
Euphorbia samburuensis es una especie fanerógama perteneciente a la familia de las euforbiáceas. Se encuentra en Kenia.

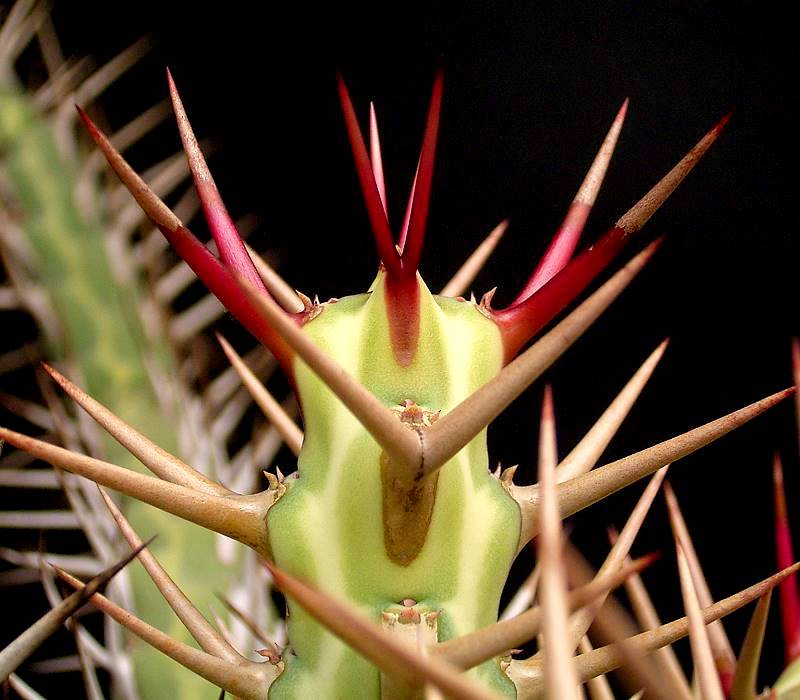
Detalle de las espinas

## Descripción
Es una planta suculenta libremente copetuda y perennifolia con una raíz carnosa gruesa, tallos poco ramificados, de 90 cm de largo y 1-2 cm de grosor, subquadrangular; ángulos con dientes prominentes de ± 1 a 2,5 cm de distancia, espinosa.

## Ecología
Se encuentra en las rocas en suelos negros arenosos y pedregosos  con bajos matorrales caducifolios, a una altitud de 1200-1710 metros.
Es una especie cercana a Euphorbia septentrionalis.

## Taxonomía
Euphorbia samburuensis fue descrita por P.R.O.Bally & S.Carter y publicado en Hooker's Icones Plantarum 39: t.3860. 1982.
Etimología
Euphorbia: nombre genérico que deriva del médico griego del rey Juba II de Mauritania (52 a 50 a. C. - 23), Euphorbus, en su honor – o en alusión a su gran vientre –  ya que usaba médicamente Euphorbia resinifera. En 1753 Carlos Linneo asignó el nombre a todo el género.
samburuensis: epíteto